# 杨纯 (1917年)
杨纯（1917年—2005年），原名万国瑞，女，四川人，中华人民共和国政治人物，曾任中国红十字总会副会长、党组书记，卫生部副部长，第一、二、三届全国人大代表，第六、七届全国政协委员。